# Каа-Лья
Каа-Лья (исп. Kaa Iya) — крупнейший национальный парк в Боливии в области Гран-Чако, второй по величине национальный парк в Южной Америке. Он защищает самые большие остатки сухих лесов Гран-Чако и является домом для самой большой известной популяции ягуара. Боливийский Гран-Чако — это сухой лесной ландшафт с высокими температурами и небольшим количеством осадков. Обширная дикая местность — один из последних нетронутых районов кустарников и сухих лесов.

## Обзор
Национальный парк расположен в южной части департамента Санта-Крус. Он расположен на границе с Парагваем в северной части Гран-Чако и защищает крупнейшие оставшиеся там сухие леса. Национальный парк имеет площадь 3 400 000 га (34 400,00 км²). Охраняемая территория простирается на плоской холмистой равнине, находящейся на высоте около 300 м над уровнем моря. Среднегодовое количество осадков составляет 700—800 мм, среднегодовая температура около 25 ° C. На востоке территория коренного народа гуарани граничит с национальным парком. Главная река — Парапети.

## Растительность
Сухие леса национального парка типичны для Гран-Чако. Полог составляет около 10—15 метров, в подлеске преобладают бромелии и кактусы. В национальном парке произрастает 1500 видов растений.

## Животный мир
На охраняемой территории обитает более 350 видов животных. Недавнее исследование, проведённое при помощи камер-ловушек, пришло к выводу, что в районе национального парка может встречаться до тысячи ягуаров. Заповедник, вероятно, является самой крупной популяцией исчезающей большой кошки, известной во всём мире. В исследованных районах было около двух-пяти ягуаров на 100 км². Вторая по величине кошка в Южной Америке, пума, имеет довольно высокую плотность популяции. Кроме того, в национальном парке, вероятно, обитает более шести тысяч равнинных тапиров, что удивительно, поскольку сухие леса этого района, как правило, не считаются идеальной средой обитания для этих животных. Чакский пекари — один из видов, которые особенно характерны для сухих лесов Чако и являются родными для Каа-Лья. В парке также обитают многочисленные мелкие хищники, такие как оцелот, кошка Жоффруа, ягуарунди, парагвайская лисица и майконг. Недавно, помимо парагвайской лисицы и майконга, в национальном парке также была обнаружена кустарниковая собака как третий вид псовых. С другой стороны, гривистый волк, по-видимому, не встречается. На юго-западе национального парка обитает популяция гуанако. Гуанако Гран-Чако часто рассматривается как отдельный подвид (Lama guanicoe voglii).

## Население
В национальном парке имеется около двадцати общин гуарани, но лишь немногие живут в непроходимых лесах национального парка Каа-Лья.